# 麻生典宏
麻生 典宏（あそう のりひろ、2000年1月26日 - ）は、ラグビーユニオン選手。

## 略歴
2018年、桐蔭学園高校卒業後、立教大学に入学。
2021年、立教大学ラグビー部の主将に就任。
2022年、立教大学卒業後、ルリーロ福岡に加入。同年9月18日にトップキュウシュウA第1節福岡銀行ブルーグルーパーズ戦に先発出場で公式戦初出場を果たす。
2023年1月、リコーブラックラムズ東京に加入。
2025年5月、リコーブラックラムズ東京を退団。